# 青春大通り
青春大通り （せいしゅんおおどおり）は、1978年4月から1980年9月まで、文化放送で月曜日から金曜日の18:30 - 20:30（20:00、20:40）の時間帯に放送されていたワイド形式のラジオ番組。
放送開始当初の正式なタイトルは『ペパーミントストリート 青春大通り』。

## 概要
文化放送の平日夜の時間帯においては、同じ1978年4月にスタートした『オレンジ通り五番街』（月 - 金曜20:30 - 22:30の放送）と『通り』がタイトルにつく番組が二本並ぶことになった。しかし『オレンジ通り - 』は1979年3月で終了、その後枠は単独番組が十数本並ぶ枠になったため夜のワイド番組は本番組だけとなった。なお、メインスポンサーは福武書店（現・ベネッセコーポレーション）。テーマソング、ジングルはハイ・ファイ・セットが担当。ディレクターに角がいた。
それまで『セイ!ヤング』火曜パーソナリティだった谷村新司・ばんばひろふみのコンビはそのまま本番組の、同じ火曜パーソナリティとなり、『セイ!ヤング』時代の名物コーナー『天才・秀才・バカ』も一緒に移動して『青春キャンパス』にも受け継がれる。
1980年10月から『吉田照美のてるてるワイド』が21:00 - 24:00の枠でスタートしたため、それまで毎晩23:00 - 23:30の枠で放送されていた『百万人の英語』が19:30 - 20:00に、毎晩23:30 - 24:30の放送だった『大学受験ラジオ講座』が18:30 - 19:30とそれぞれ本番組の後枠に移動し終了。
日替わりのパーソナリティーが独自色を出したコーナーを設け、短期間にさまざまな企画で満ち溢れたが、番組を通じての短期企画に2年間続いた現役高校生を冬休みの数週間、アメリカのホームステイ及び語学学校短期入学を通じて国際体験をさせる「チャレンジ・アメリカ」があった。当時は成田空港（当時の名称は新東京国際空港）が開港したばかりの状況下、現役高校生にとって無償で「短期留学」できる魅力は大きなものがあった。番組を通じ夏頃から募集の告知がなされ、秋以降、作文提出・書類選考・面接等いくつものふるいを経て11月下旬に10人程度を選出。適宜番組中にコーナーが設けられ、出発直前に各人の心境発表と、帰国後に体験報告を行うことも行われた。運営担当は当時の事業部。主担当は、「パパ」田崎氏と参加男子高校生の憧れの「お姉さま」奥山女史。

## 放送時間
- 1978年4月 - 同年9月：18:30 - 20:00
- 1978年10月 - 1980年3月：18:30 - 20:30
- 1980年4月 - 同年9月：18:30 - 20:40

※新宿音楽祭や日本歌謡大賞と重なる場合は短縮放送や休止することもあった。

## パーソナリティ
月曜日
- 川村ひさし（1978年4月 - 1979年9月）
- 八木誠（1979年10月 - 1980年3月）
- 山本コウタロー（1980年4月 - 同年9月）

火曜日
- 谷村新司、ばんばひろふみ（1978年4月 - 1980年3月）
- ばんばひろふみ、マナ（1980年4月 - 同年9月）

水曜日
- ささきいさお、麻上洋子（1978年4月 - 1980年3月）
- イルカ（1980年4月 - 同年9月）

木曜日
- 武田鉄矢（1978年4月 - 1980年9月）

金曜日
- ライブスペシャル（週替わり企画）（1978年4月 - 1979年3月）
- 宇崎竜童（1979年4月 - 同年9月）
- 楳図かずお（1979年10月 - 1980年3月）
- 坂信一郎、沢田聖子（1980年4月 - 同年9月）

## 主なコーナー

### 月曜
- 全米トップ10

### 火曜
- 天才・秀才・バカ
- SFショート・ショート・ストーリー
- チャーミングなお客様いらっしゃい
- 今だから言える暗い過去

### 水曜
ささき・麻上時代
- 麻上洋子の愛の辞典
- ワンポイントアニメーション
- 迷作劇場
- チャレンジキャンパス
- いさおと洋子のまだ空っぽのおもちゃ箱
- バースデイガールに花束を

イルカ時代
- 絵のない絵本
- ようこそ動物くん
- イルカのざんげ室

### 木曜
- 昭和目安箱
- 英雄列伝
- 名曲3題

### 金曜
坂・沢田時代
- 聖子のラブ・ダイアリー

| 文化放送 月-金曜 18:30-20:30（20:00）枠                             | 文化放送 月-金曜 18:30-20:30（20:00）枠 | 文化放送 月-金曜 18:30-20:30（20:00）枠                                                                |
| 前番組                                                              | 番組名                                  | 次番組                                                                                                 |
| ------------------------------------------------------------------- | --------------------------------------- | --- |
| 佐藤やすしの歌謡一番星（月～木） 金曜ミュージック・スペシャル（金） | 青春大通り                              | 大学受験ラジオ講座 （18:30 - 19:30）百万人の英語 （19:30 - 20:00）ザ・マンザイクイズ （20:00 - 21:00） |